# 호아나 푸엔마요르
호아나 푸엔마요르(Johana Fuenmayor, 1979년 7월 17일, 마라카이보 ~)는 베네수엘라의 플뢰레 펜싱 선수이다. 2012년 하계 올림픽에서 그녀는 여자 플뢰레 개인전에 참가하였다. 그러나, 그녀는 32강전에서 이 토너먼트의 은메달을 획득한 이탈리아의 아리안나 에리고에 4-15로 패해 탈락하였다.
그녀는 예수 그리스도 후기성도 교회의 일원이다.